# Kosztolánszky István
Kosztolánszky István(Brassó, 1863. december 24. – Vízakna, 1941. június 25.) magyar költő, közíró.

## Életútja
Nagyszebenben és Déván dolgozott köztisztviselőként. Jóllehet költeményei és prózai írásai 1891 óta bécsi és budapesti lapokban is rendszeresen megjelentek, irodalmi működésének súlypontja szűkebb pátriájára, főként Dévára és Hunyad megyére korlátozódott. Az Erdélyi Irodalmi Társaság gyakori meghívott vendége, a temesvári Arany János Társaság tiszteletbeli tagja. Nyugdíjazása után 1925-ben költözött Vízaknára.
Műgonddal csiszolt verseiben a hagyományos utat követte, ámde az élet szépségébe vetett hite és az erkölcsi értékekhez ragaszkodó elmélyült gondolatisága megóvta az epigonizmustól. Jó tollú és a romániai magyar irodalom kibontakozását élénken figyelő közíró is; a különböző irodalmi csoportosulásokra, a pártatlanul építő bírálat szükségességére, a könyvkiadás társadalmi tömegbázisának megteremtésére vonatkozó nézeteit Benedek Elek szellemében fogalmazta meg, főleg a Déva és Vidéke hasábjain. Ismételten kidomborította azt az Ady költészetében megvalósult követelményt, hogy irodalmi alkotásokban "a honi televény ősereje" érvényesüljön a kor elvárásainak szintjére emelve.

## Verskötetei
- Hulló csillagok (Déva, 1906)
- Az élet útjain (Nagyszeben, 1912)
- Fáklya a fényben (Nagyszeben, 1925)